# Steins;Gate 0 (anime)
Steins;Gate 0 (シュタインズ・ゲート ゼロ, Shutainzu Gēto Zero) és una sèrie de televisió anime japonesa creada per White Fox que continua la història del videojoc homònim de 5pb. i forma part del món Kagaku Adobenchā. Es considera la iteració final de la història de Steins;Gate 0, que explica certs esdeveniments del final de Steins;Gate. Es va emetre al Japó d'abril a setembre de 2018. El 8 de desembre de 2023 es va estrenar en català al canal SX3 en motiu del Manga Barcelona, en un canal Pop-Up exclusiu.
La sèrie té lloc en un futur alternatiu en què l'estudiant universitari Rintaro Okabe, traumatitzat a causa dels salts temporals, coneix els neurocientífics Maho Hiyajo i Alexis Leskinen i comença a ajudar al projecte del seu sistema d'intel·ligència artificial, Amadeus.
La direcció de la sèrie va anar a càrrec de Kenichi Kawamura i el guió a càrrec de Jukki Hanada, que també va escriure l'anime original de Steins;Gate. Tots els actors de doblatge que havien participat en el videojoc original i l'anime van reprendre els seus papers.

## Argument
La sèrie és la iteració final de les experiències d'en Rintaro Okabe a la línia del món beta després de les iteracions representades a la novel·la visual Steins;Gate 0. Té lloc en una línia de món alternativa de l'original Steins;Gate on en Rintaro Okabe no aconsegueix salvar la Kurisu Makise i no rep cap orientació del seu futur ni el suport de la Mayuri Shiina. Després de no poder salvar la Kurisu Makise per evitar una futura guerra amb les màquines del temps, en Rintaro Okabe, traumatitzat per les seves experiències de manipular el passat amb la seva habilitat del Reading Steiner, accepta la seva vida a la línia del món beta on la Kurisu és morta. Al cap d'uns quants mesos, en Rintaro coneix la Maho Hiyajo i l'Alexis Leskinen, dos dels antics col·legues de la Kurisu que han estat treballant en l'Amadeus, un sistema d'intel·ligència artificial que fa servir els records de la Kurisu abans de la seva mort. En Rintaro accepta la sol·licitud per ajudar amb el desenvolupament d'Amadeus, de manera que conversa amb la Kurisu Amadeus mitjançant el seu telèfon.

## Actors
| Personatge                | Japonès         | Català            |
| ------------------------- | --------------- | ----------------- |
| Rintaro Okabe             | Mamoru Miyano   | Gerard Flores     |
| Kurisu Makise / Amadeus   | Asami Imai      | Maria Romeu       |
| Mayuri Shiina             | Kana Hanazawa   | Alba Grau         |
| Maho Hiyajo               | Sayuri Yahagi   | Irene Garrés      |
| Itaru "Daru" Hashida      | Tomokazu Seki   | David Jenner      |
| Suzuha Amane              | Yukari Tamura   | Lourdes Fabrés    |
| Luka Urushibara           | Yu Kobayashi    | Jennifer Zaragoza |
| Moeka Kiryu               | Saori Gotō      | Diana de Guzmán   |
| Faris NyanNyan            | Haruko Momoi    | Tatiana Supervia  |
| Kagari Shiina             | Megumi Han      | Anna Maria Camps  |
| Yugo "Mr. Braun" Tennouji | Masaki Terasoma | Germán Josep      |
| Yuki Amane                | Yukari Tamura   | Elisabet Bargalló |
| Alexis Leskinen           | Yōji Ueda       | Jordi Salas       |
| Judy Reyes                | Maya Nishimura  | Meritxell Ané     |
| Nae Tennouji              | Ayano Yamamoto  | Iris Lago         |
| Katsumi "Fubuki" Nakase   | Mariko Honda    | Geni Rey          |
| Kaede Kurushima           | Hina Kino       | Mariona Bosch     |

## Producció i estrena

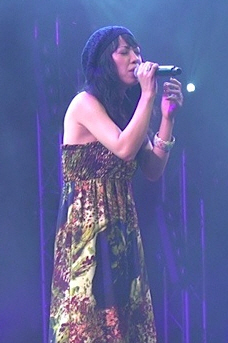
Kanako Itō va crear el tema d'obertura, "Fátima", com a continuació de l'obertura del primer anime de Steins;Gate.

Steins;Gate 0 va ser produït per White Fox, i adapta parcialment el videojoc del mateix nom del 2015. El joc és una seqüela de Steins;Gate, que també va ser adaptat a anime per White Fox el 2011. Tot i que la història del joc té diverses rutes, l'anime reconstrueix la història en una única ruta. La direcció va anar a càrrec de Kenichi Kawamura i el guió a càrrec de Jukki Hanada, el mateix guionista de l'anime anterior. Tomoshige Inayoshi, director d'animació d'episodis de Steins;Gate, va adaptar els dissenys de personatges del videojoc a l'anime i Takeshi Kodaka va ser-ne el director artístic. La música la van compondre Takeshi Abo, Nobuaki Nobusawa i Moe Hyūga. Tots els actors de veu que havien participat anteriorment a Steins;Gate van reprendre els seus papers.El tema d'obertura és «Fátima» (ファティマ), cantat per Kanako Itō. Els temes finals són «Last Game», cantat per Zwei, a la primera meitat de la sèrie, i «World-Line», cantat per Imai, a la segona meitat. Com a cançó final del primer episodi, però, es va fer servir "Amadeus" de la cantant Itō, que prové del videojoc de Steins;Gate 0. Itō va crear "Fátima" com a continuació lírica de «Hacking to the Gate»,, el tema d'obertura del primer anime de Steins;Gate, i va dir que el ritme ràpid n'era un aspecte important, ja que volia que fos un tema estimulant.
L'anime es va anunciar originalment el març de 2015, juntament amb el videojoc de Steins;Gate 0. Es va tornar a revelar amb un tràiler i una il·lustració el juliol de 2017 com a part del projecte Steins;Gate World Line 2017–2018, que també incloïa altres productes basats en el videojocs de Steins;Gate 0. És en aquest moment que la sèrie va entrar en producció. La sèrie, de 23 capítols, es va emetre al Japó entre el 12 d'abril i el 27 de setembre de 2018. Es va emetre a Tokyo MX, TVA, KBS, SUN, TVQ, AT-X, BS11 i GYT, i s'emet en línia per Abema TV al Japó.
La sèrie va sortir en sis volums Blu-ray i DVD al Japó, publicats del 27 de juny al 21 de desembre de 2018, l'últim dels quals inclou un episodi addicional no emès.